# Отрадное (Мордовия)
Отра́дное — село в Чамзинском районе Мордовии. Административный центр Отрадненского сельского поселения.

## География
Расположено на речках Пелейке и Труслейке, в 12 км от районного центра и железнодорожной станции Чамзинка.

## История
Новое название (Отрадное) отражает топонимическую символику советского периода, связанного с социальными преобразованиями на селе. О происхождении названия «Хлыстовка» нет единого мнения. Чамзинский краевед П. Я. Машканцев объясняет его составом поселенцев. Первыми были братья Кузнецовы, основавшие Кузнецовы хутора; затем пришли с Волги и Дона беглые крестьяне («хлысты»); поселение переименовано в Хлыстовку. По другой версии, Хлыстовка — название-термин (хлыст — срубленное и очищенное от ветвей дерево для строительства жилых и других помещений). Основано на рубеже 16 — 17 вв., по другим сведениям — в 1680 г. В 1783 г. помещик Никитин построил здесь ветряную мельницу, 2 каменные лавки, часовню, церковно-приходскую школу. В «Списке населённых мест Симбирской губернии» (1863) Отрадное (Хлыстовка) — село удельное из 99 дворов (1 191 чел.) Ардатовского уезда. В 1910 г. в селе было 277 дворов (2 065 чел.); в 1912 г. — 295 (2 151 чел.), церковь, школа; в 1930 г. — 272 двора (2 671 чел.). В 1928 г. был организован колхоз «Россия» (первые председатели — И. Д. Грошев, П. Д. Безнаев), специализировавшийся на коноплеводстве, с 1992 г. — СХПК.
В 1960 году указом Президиума Верховного Совета РСФСР село Хлыстовка переименовано в Отрадное.

## Население
| 2002 | 2010 |
| ---- | ---- |
| 508  | ↘459 |

## Инфраструктура
В современном селе — средняя школа, Дом культуры, детсад, магазин, медпункт, отделение связи, комплексный приёмный пункт районного комбината бытового обслуживания.

## Источник
- Энциклопедия Мордовия, А. И. Сырескин.